# Jeep Wrangler (JK)
Pour un article plus général, voir Jeep Wrangler.
Le Jeep Wrangler JK est un véhicule tout-terrain du constructeur automobile américain Jeep. Il est la troisième génération du Wrangler. Il dévoilé au salon international de l'automobile d'Amérique du Nord 2006 à Detroit.

## Développement
La carrosserie et le châssis de la voiture ont été entièrement repensés à l'époque où Jeep faisait partie de DaimlerChrysler. Tout comme la Willys MB, les Jeep CJ et les Wrangler avant lui, le JK continue d'avoir une carrosserie et un cadre séparés, des essieux rigides à l'avant et à l'arrière, un pare-brise rabattable à plat et peut être conduit sans portes. De plus, à l'exception des modèles 4x2 en option, le Wrangler JK continue d'avoir des systèmes à quatre roues motrices à temps partiel, avec le choix de vitesses hautes et basses.
En plus de la Jeep traditionnelle à 2 portes, le JK a introduit pour la première fois un modèle à quatre portes de série, appelé Wrangler Unlimited. Son empattement est allongé de 508 mm. Le Wrangler Unlimited est devenu un grand succès commercial - à la mi-2017, les trois quarts des nouveaux Wrangler vendus étaient des modèles à quatre portes.
En 2001, DaimlerChrysler a commandé le développement d'un successeur au TJ sous le code de programme "JK" pour le Jeep Wrangler de troisième génération. Le travail de conception a commencé presque immédiatement en 2001.

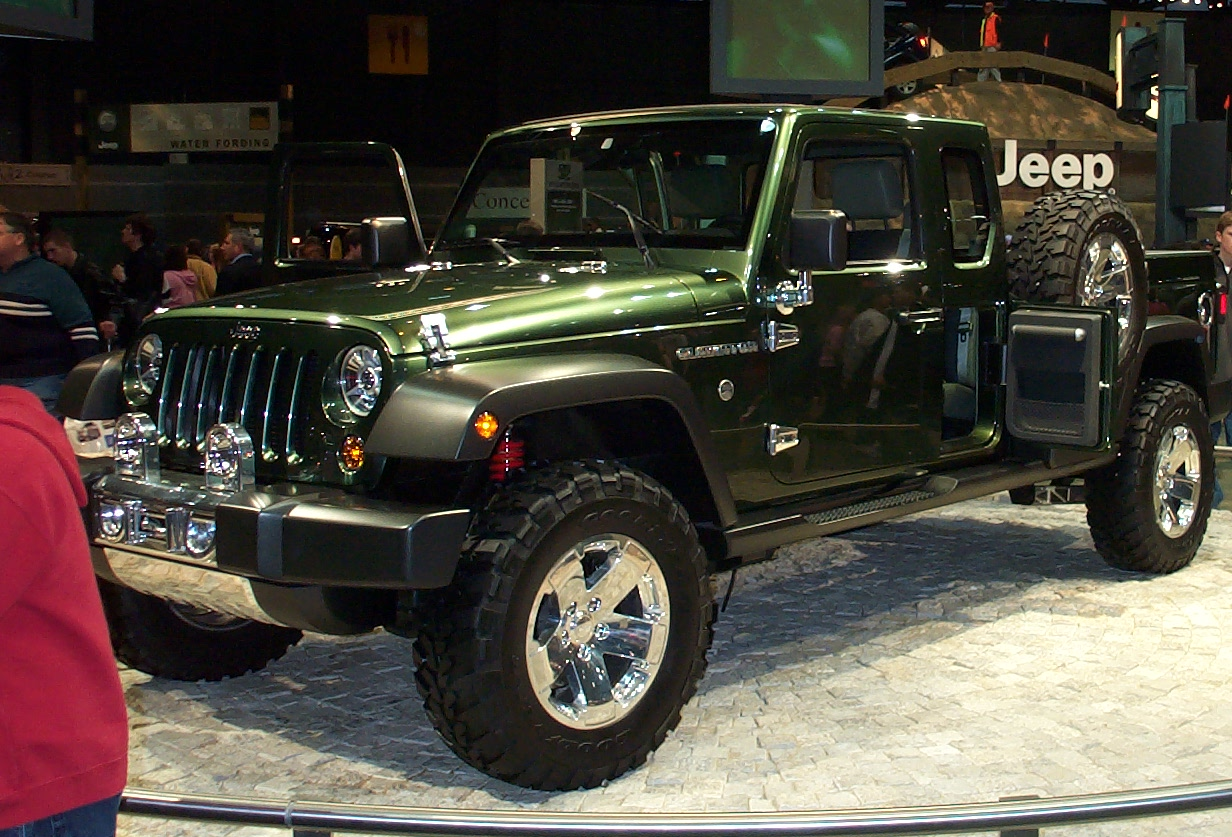
Le concept Jeep Gladiator 2005.

Le 16 novembre 2004, Jeep a publié 2 rendus CAO d'un pick-up Jeep. Le 5 décembre 2004, le Jeep Gladiator Concept a été dévoilé avant sa présentation au Salon de l'auto de Detroit en janvier 2005, donnant un aperçu de nombreux éléments de conception de la nouvelle JK. Le Wrangler JK a été présenté au Salon international de l'automobile de l'Amérique du Nord de 2006 avec l'ancien PDG du groupe Chrysler, Tom LaSorda.

## Première version
Le JK a d'abord été disponible à l'achat avec le modèle 2007, à partir d'août 2006. Le modèle 2007 a apporté une refonte complète du Jeep Wrangler, ainsi qu'un nouveau modèle Unlimited à quatre portes. Le châssis TJ a été remplacé par une toute nouvelle plate-forme JK.
Le JK Wrangler est proposé dès le départ en deux modèles:
- Une version 2 portes à empattement court, dans les niveaux de finition Sport, X, Sahara et Rubicon.
- Une version 4 portes Unlimited à empattement long, également dans les versions, X, Sahara et Rubicon.

Ce Wrangler de nouvelle génération était nettement plus large que le modèle précédent, avec des voies plus larges de 86 mm. Avec une plus grande taille de pneu disponible en usine de 32 pouces, l'angle de basculement sur le Rubicon est augmenté de 22,6° à 25,4°. Le modèle Unlimited à quatre portes a un empattement plus long de 508 mm par rapport au TJ, à 2 950 mm, pour offrir une place assise bien améliorée à l'arrière.
Le correcteur électronique de trajectoire était une nouvelle fonction de sécurité pour le Wrangler. Toutes les versions offrent système d'antiblocage des roues, ainsi qu'un système d'antipatinage avec différentiel à glissement limité électronique.
Une capote convertible Sunrider est proposée de base. Un toit rigide modulaire en 3 parties est également disponible sur le modèle JK. Bien que les portes puissent encore être retirées à la manière traditionnelle du Wrangler, des vitres électriques et des serrures de porte électriques à distance ont été proposées pour la première fois dans un Wrangler. Une autre première est un système de navigation disponible.
Les nouvelles caractéristiques comprenaient des vitres électriques, des serrures de porte électriques à distance, la navigation, ainsi que des barres stabilisatrices déconnectables électroniquement sur certains modèles.

### Wrangler JK Unlimited

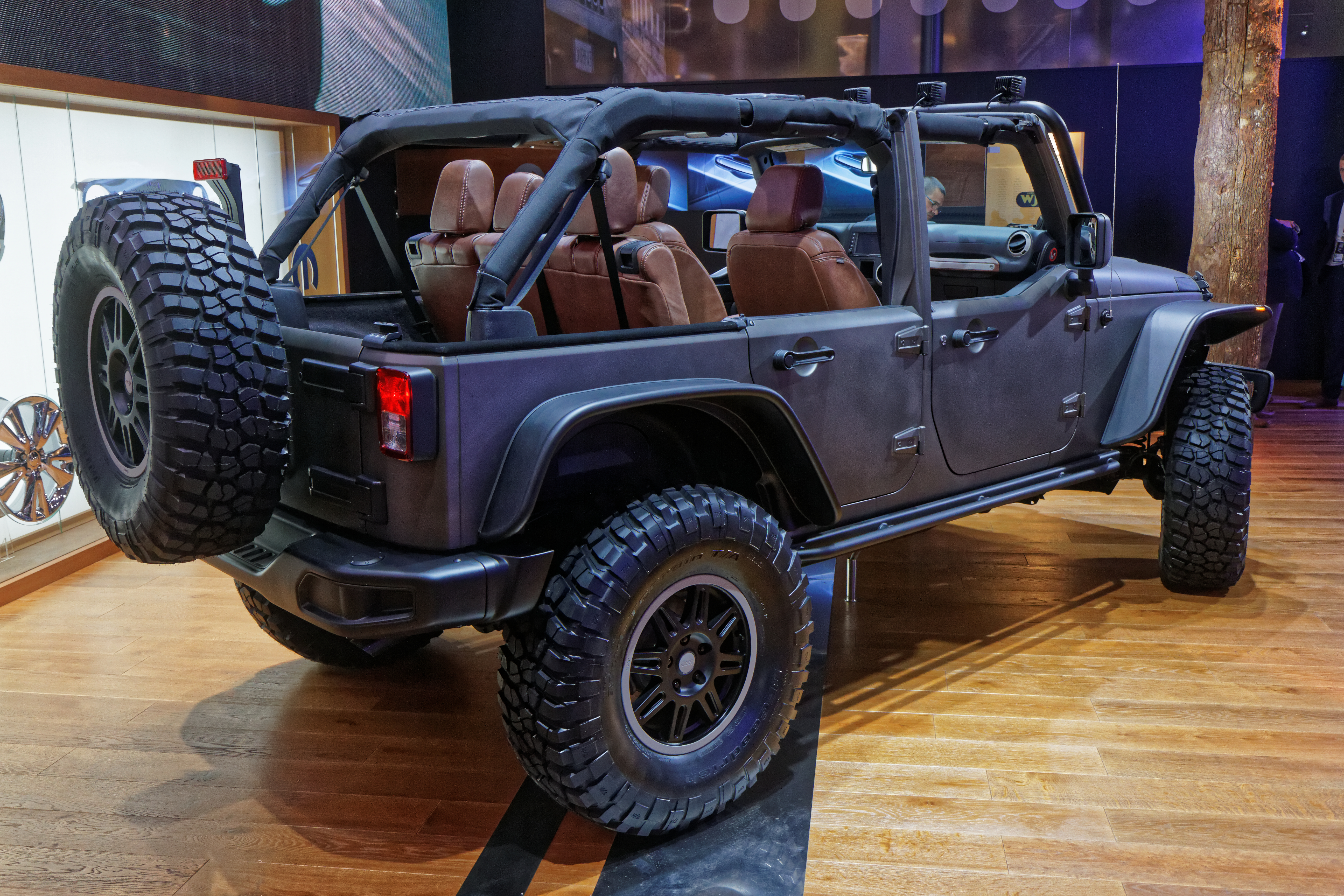

Le Wrangler Unlimited a été dévoilé au Salon de l'automobile de New York le 12 avril 2006. Il comporte quatre portes. Ce changement en a fait le dernier SUV 2 portes en Amérique du Nord à obtenir une option quatre portes, et le seul cabriolet quatre portes en production. Il est arrivé sur la chaîne de production en août 2006 et son prix était d'environ 21 000 $.
L'Unlimited a les mêmes choix de moteur et de transmission qu'un JK à empattement court. Les versions X et Sahara offrent une option de traction arrière 4x2 aux États-Unis. Le 4x2 en option a été abandonné après 2010 pour l'Unlimited, les 4 roues motrices étant proposées de base pour 2011 .
L'Unlimited offre plus d'options et d'équipements que tout autre modèle Wrangler précédent, y compris l'ESP de série et les airbags latéraux montés dans les sièges en option, l'entrée sans clé à distance, le système de navigation et la radio satellite Sirius. Les systèmes de navigation et par satellite font partie du système MyGig Entertainment qui dispose également d'un disque dur permettant le stockage de fichiers musicaux MP3 et d'images.
Le Wrangler Unlimited est devenu un grand succès commercial. A la mi-2017, les trois quarts de tous les nouveaux Wrangler vendus étaient des modèles à quatre portes.

## Niveaux de finition

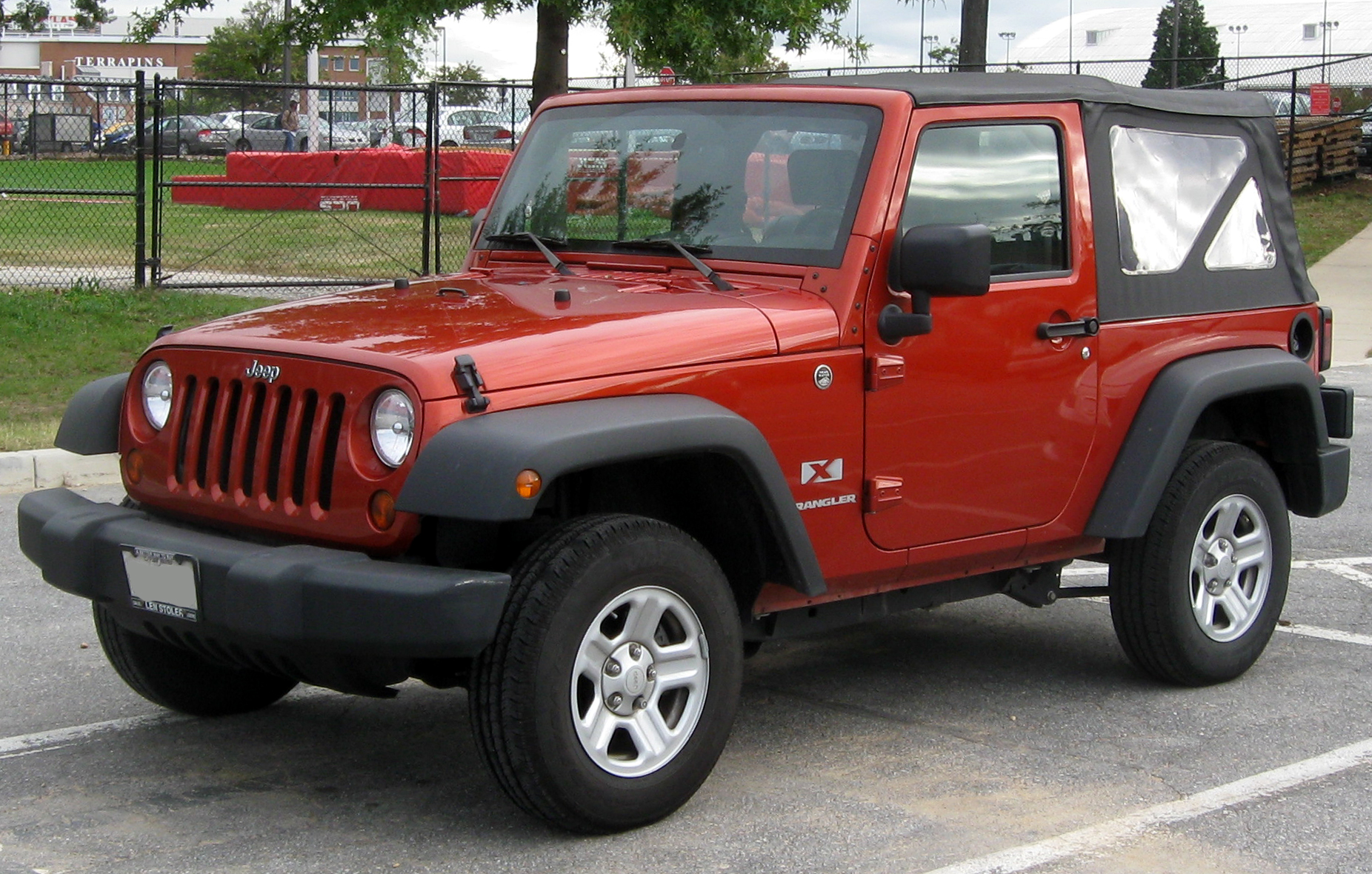
Jeep Wrangler X 2009 à 2 portes

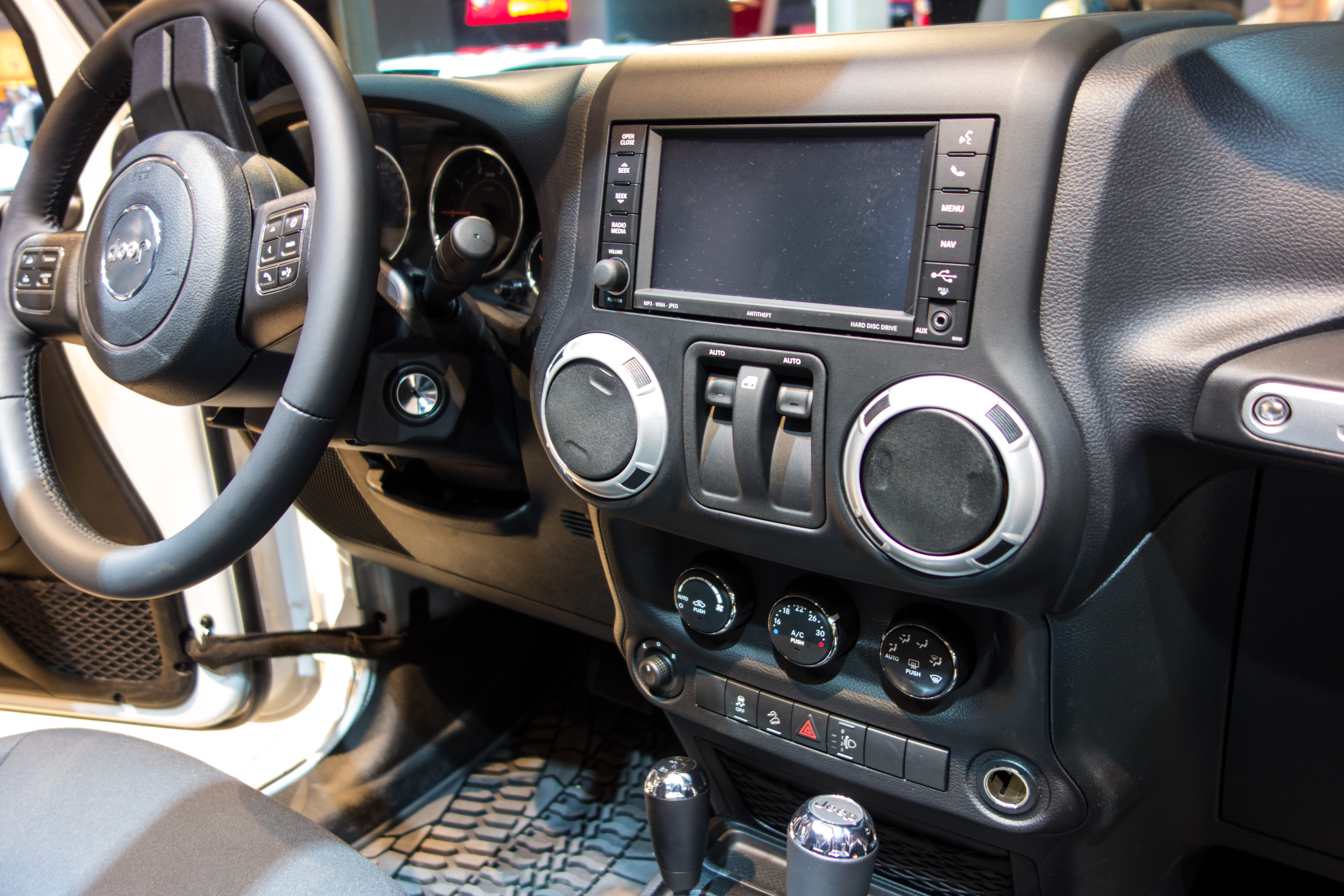
Intérieur restylé

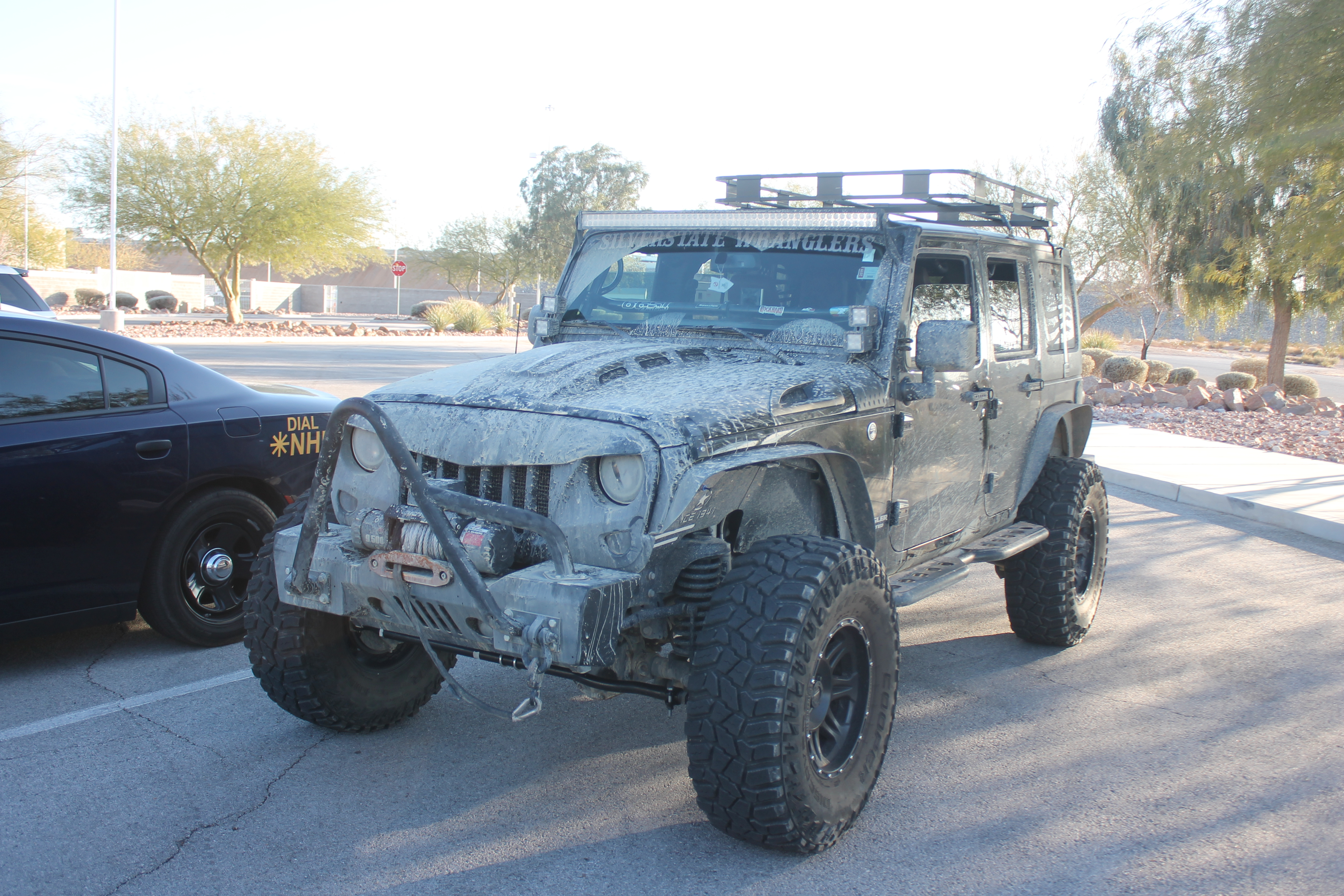
Jeep Wrangler NHP Southern Command

Le Wrangler standard est disponible en six ensembles de finition (dont 2 éditions spéciales). Le Wrangler Unlimited est disponible en quatre ensembles de finition (dont 1 édition spéciale). La plupart des ensembles peuvent être commandés avec toit rigide ou souple, portes pleines ou demi-portes ("Sport" et "Rubicon" uniquement).
Le modèle de base Sport est disponible en version 2 portes. C'est le modèle d'entrée de gamme, qui peut être personnalisé selon les spécifications de l'acheteur en ajoutant des options telles que la climatisation et d'autres accessoires. Il s'appelait à l'origine le "Wrangler X" jusqu'en 2009. Plus tard, les sièges en tissu YES Essentials résistants aux taches ont remplacé les sièges en vinyle standard. Une chaîne stéréo AM / FM avec lecteur CD / MP3 à disque unique, prise d'entrée audio auxiliaire, et une roue de secours sont livrées de série sur ce modèle.
Le modèle Sahara est le modèle haut de gamme offrant des accessoires tels que des ailes couleur carrosserie, des sièges «Yes Essentials» (fin 2007–2008), des vitres électriques, des serrures électriques et un système audio à 7 haut-parleurs infinity avec caisson de basses, plus tard, avec Uconnect 430. Il offrait également un toit rigide assorti à la peinture et un sticker or «SAHARA» sur les deux ailes avant.

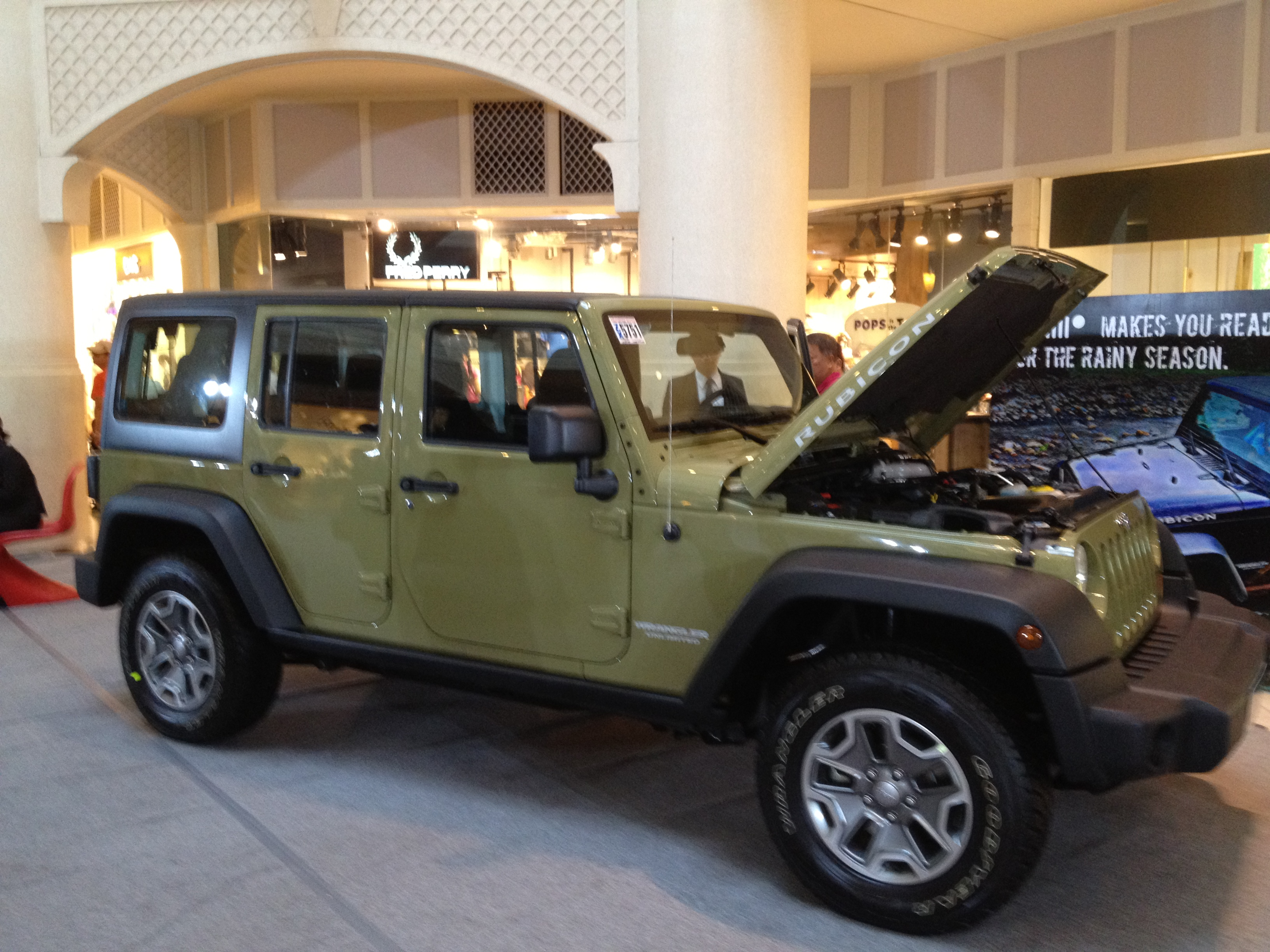
Jeep Wrangler Unlimited Rubicon Hardtop (JK, États-Unis)

Le Rubicon est le modèle « tout-terrain », offrant des pneus tout-terrain BF Goodrich Mud-Terrain KM de 32 pouces, des jantes en alliage de 17 pouces et plus. Des décalcomanies «RUBICON» ornent le véhicule.

## Groupes motopropulseurs

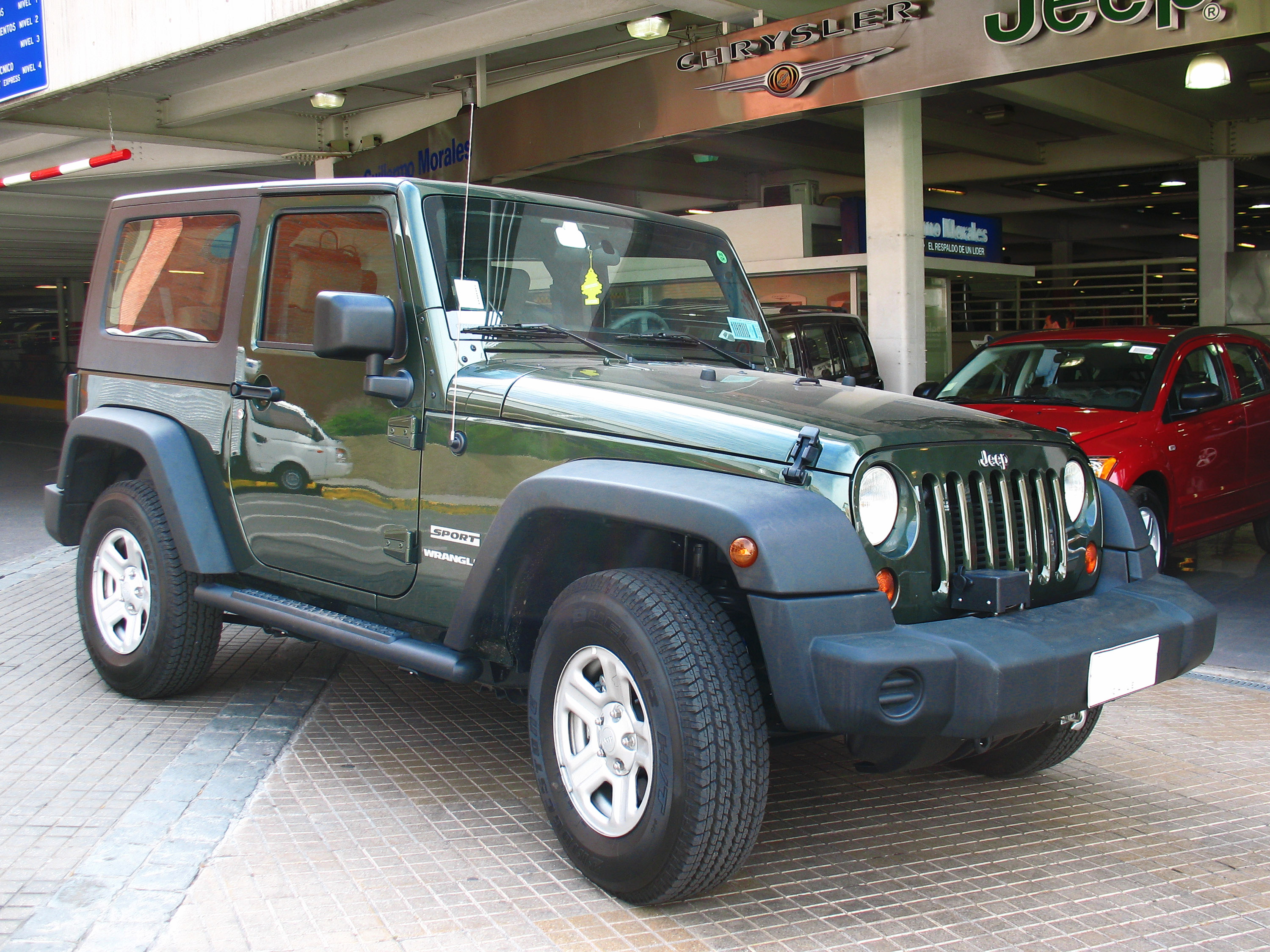
Le moteur diesel de 2,8 L de ce Wrangler Sport 2010 chilien n'a jamais été disponible aux États-Unis.

Un V6 3,8 L EGH d'une cylindrée de 3 778 cm3 produisant 202 ch et 321 N m de couple était le moteur de base dans les modèles 2007-2011. Il a remplacé l'AMC 242 straight-6 et a été partagé avec le crossover Chrysler Pacifica de première génération et les monospaces Chrysler Town and Country, Dodge Grand Caravan et Volkswagen Routan. Les choix de transmission comprenaient une boite manuelle six vitesses ou une transmission automatique Chrysler Ultradrive à 4 vitesses en option.
Pour 2012, le V6 de 3,8 L a été remplacé par le moteur V6 Pentastar VVT de 3,6 L de Chrysler, déjà vu dans le Jeep Grand Cherokee (WK2), produisant maintenant 285 ch et 352 N m de couple. La boite manuelle était toujours la même, mais la boite automatique a été remplacée par une boite 5 vitesses de Mercedes-Benz.
Le 2,8 L turbodiesel de VM Motori 4 cylindres produisant 177 ch et 409 N m de couple a été proposé en option en dehors des États-Unis, car il ne répondait pas aux normes américaines de contrôle des émissions pour 2007. Il était proposé avec la boîte manuelle 5 vitesses ou la transmission automatique Chrysler puis Mercedes. Plus tard, il proposera 200 ch.
| Moteur          | An        | Transmission (modèle)           |
| --------------- | --------- | ------------------------------- |
| 3,8 L EGH       | 2007-2011 | 4 vitesses (42RLE) automatique  |
| 3,8 L EGH       | 2007-2011 | 6 vitesses (NSG370) manuelle    |
| 3,6 L Pentastar | 2012–2018 | 5 vitesses (W5A580) automatique |
| 3,6 L Pentastar | 2012–2018 | 6 vitesses (NSG370) manuelle    |
| 2,8 L RA 428    | 2007-2010 | 5 vitesses (545RFE) automatique |
| 2,8 L RA 428    | 2011-2018 | 5 vitesses (W5A580) automatique |
| 2,8 L RA 428    | 2007–2015 | 6 vitesses (NSG370) manuelle    |

## Mises à jour et éditions spéciales

### Islander Edition
L'Islander Edition est une édition spéciale du modèle Sport fabriqué en 2010 avec des sièges spécifiques, des tapis en caoutchouc, un marchepied tubulaire noir et des détails visuels comme un volant en cuir accentué de bleu.

### Mountain Edition
La Mountain Edition est une édition spéciale du modèle Sport réalisée pour 2010 avec les jantes du Rubicon de 17 pouces, un marchepied tubulaire noir, des protections de feux arrière noirs et des sièges en édition spéciale, ainsi que des détails visuels comme le noir des décalcomanies de grille et de capot ou une trappe de remplissage de carburant noire.

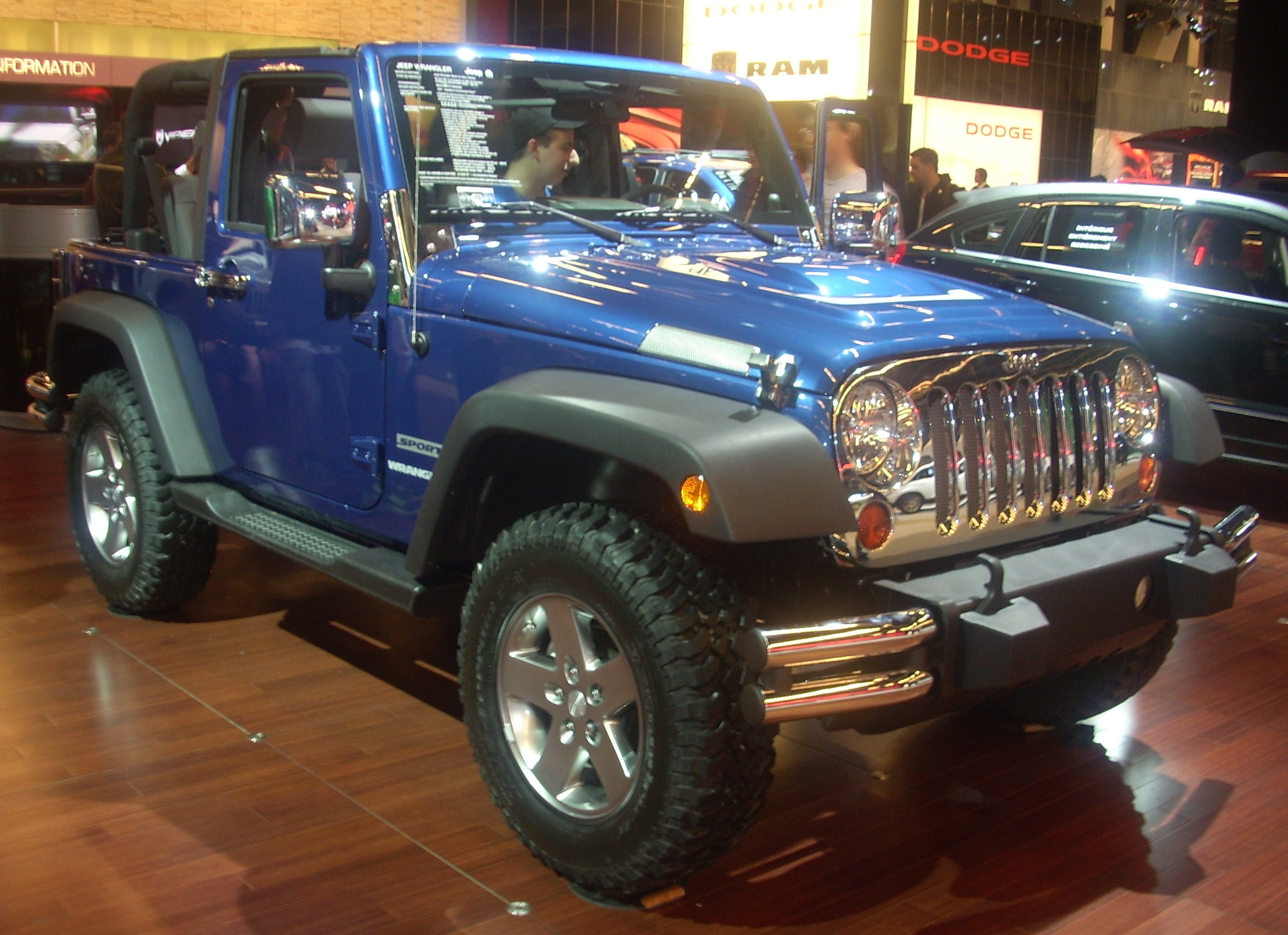
Modification du Jeep Wrangler avec des accessoires Mopar, en 2010.
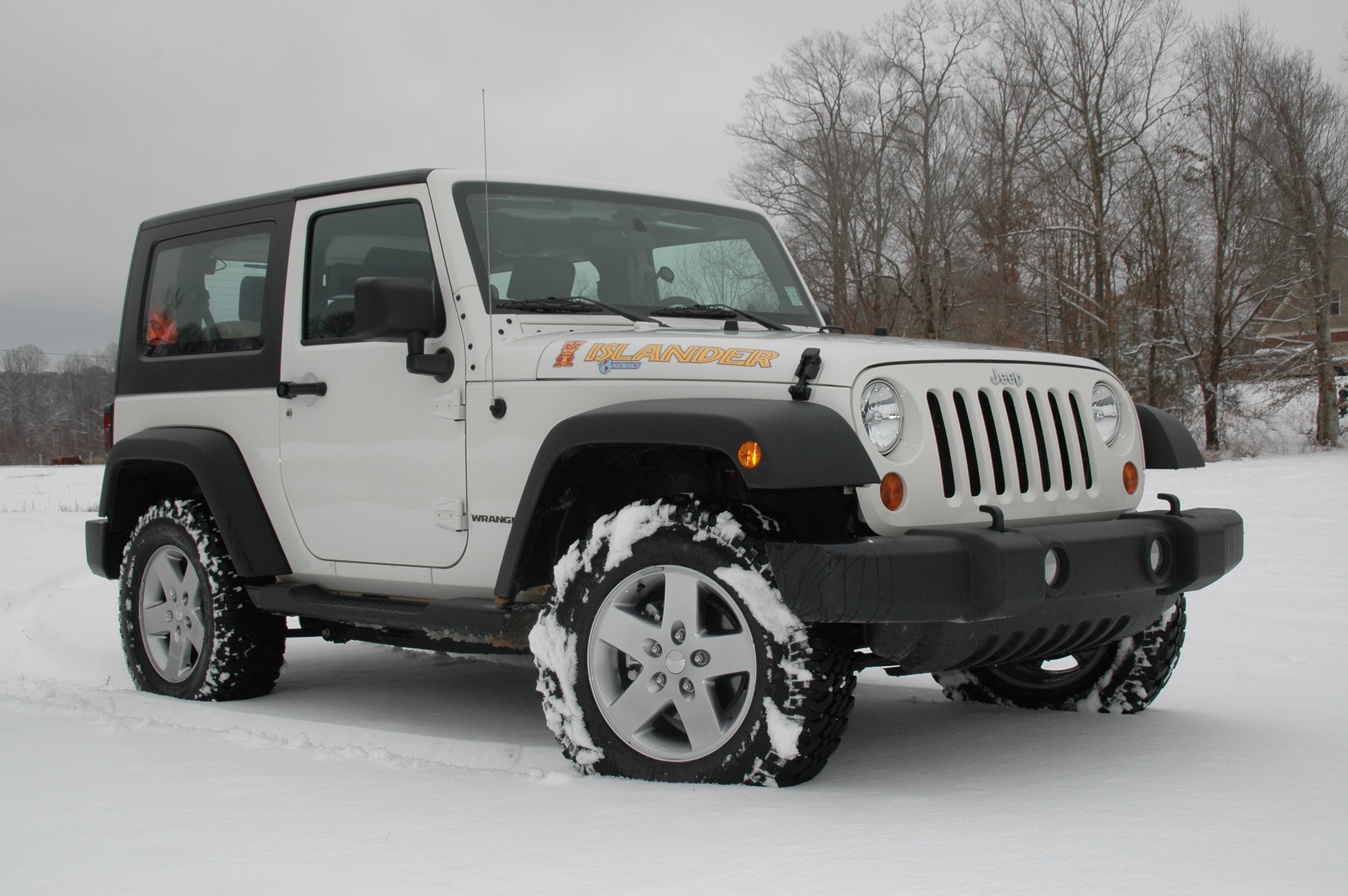
Jeep Wrangler de 2010 à toit rigide 2 portes, édition Islander.
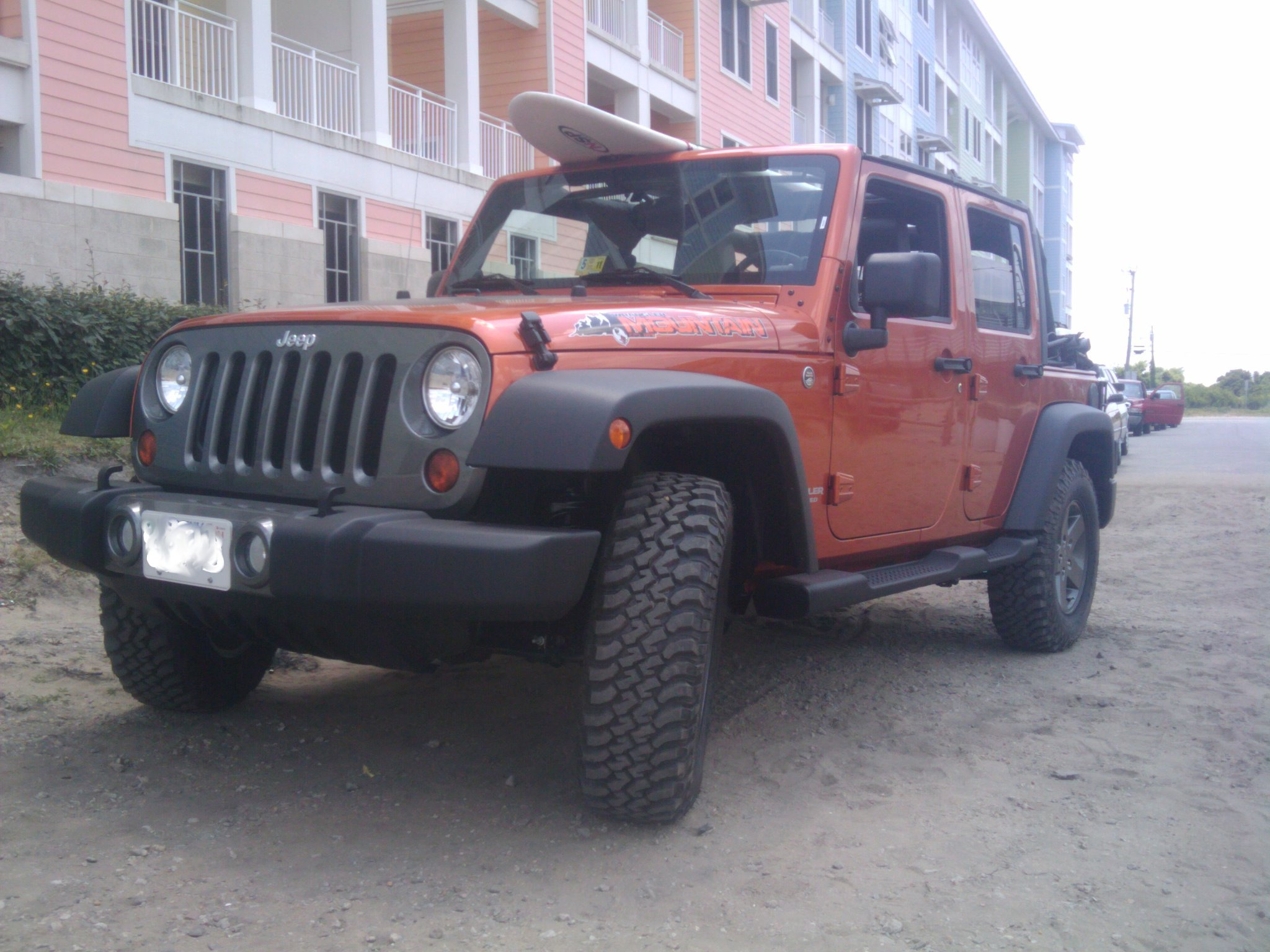
Mountain Edition de 2010.

### Platinum Edition
Edition vendue uniquement en France, la Platinum Edition est une version suréquipée de la version Sahara. Equipée du 2,8l CRD de 200ch accouplé à une boîte manuelle 6 rapports ou automatique 5 rapports, l'édition est limitée à 199 exemplaires et reconnaissable à son badge "Platinum Edition" sur l'aile avant gauche. En termes d'équipements, ce modèle se distingue par ses jantes 18 pouces 7 branches chromées, une trappe à carburant chromée, une sellerie noir en cuir équipée de sièges chauffants frappés du logo Sahara, et un radar de recul.

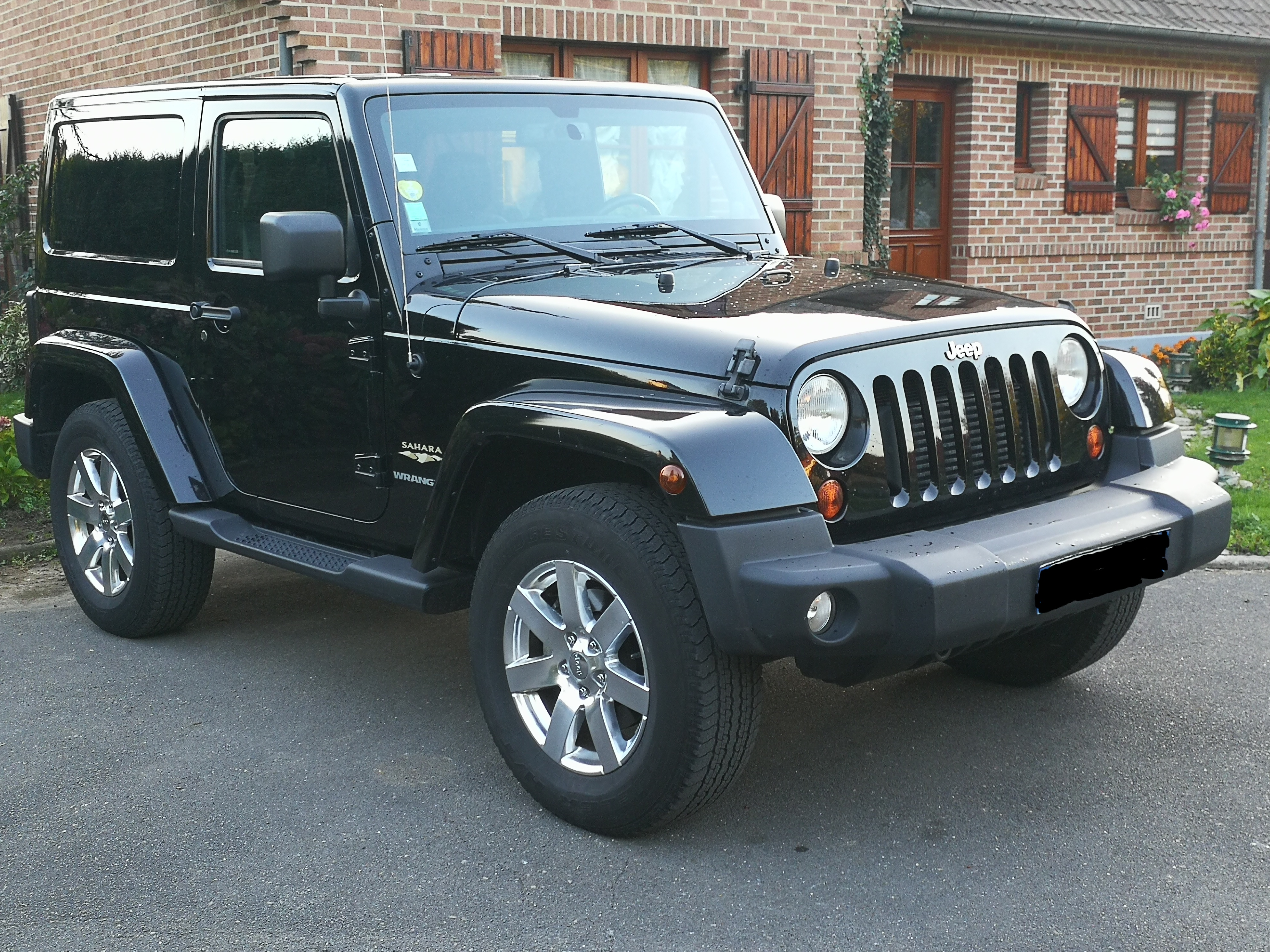
Jeep Wrangler Sahara Platinum edition
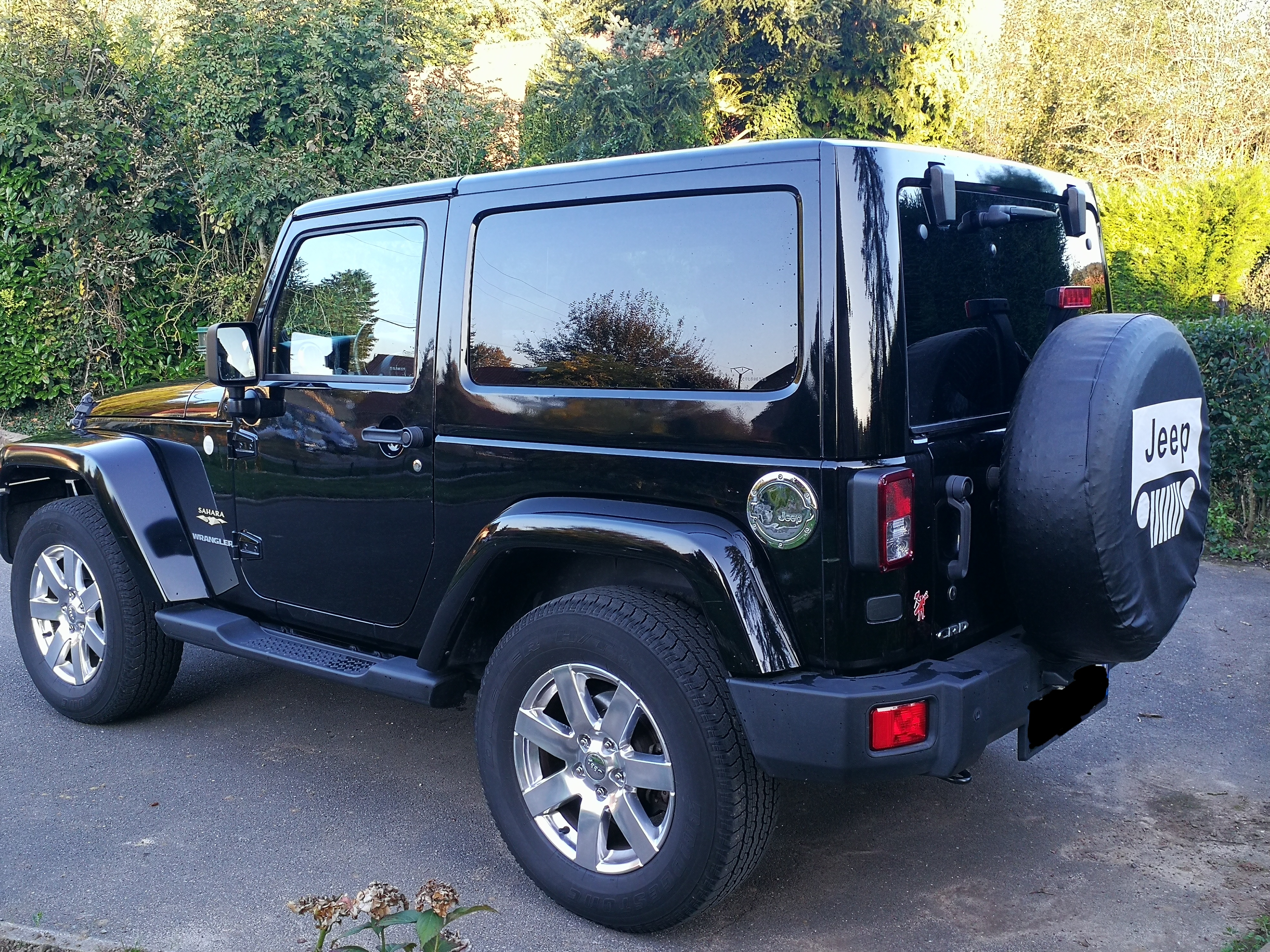
3/4 arrière

## Fin de production
La production des Jeep Wrangler JK et Wrangler Unlimited JK a cessé le vendredi 27 avril 2018, après douze années et 2 165 678 exemplaires.